# Jan Josef Breuner
Jan Josef hrabě Breuner (20. července 1641 Vídeň – 20. března 1710 Praha) byl olomoucký světící biskup, v letech 1694–1710 17. arcibiskup pražský.

## Život
Pocházel ze starého šlechtického rodu usedlého ve Štýrsku a Horních Rakousích. Jeho otcem byl Arnošt Ferdinand hrabě Breuner a matkou Polixena roz. hraběnka ze Stahrenberku.
Od dětství byl určen duchovnímu stavu, první tonzuru se čtyřmi nižšími svěceními přijal od vídeňského biskupa ve věku 9 let (roku 1650). V 17 letech byl olomouckým biskupem jmenován rektorem kostela sv. Anny v Olomouci, následujícího roku se stal titulárním kanovníkem olomouckým. V letech 1659–1665 studoval na římském Germaniku, v roce 1666 se stal sídelním olomouckým kanovníkem a roku 1668 scholastikem kapituly. Jako takový byl v roce 1669 zvolen za sufragána, o dva roky později vysvěcen na titulárního biskupa Nikopole. Roku 1672 se stal generálním vikářem olomoucké diecéze, roku 1689 byl zvolen za děkana kapituly.
V roce 1685 prováděl v kostele v Mohelnici degradaci děkana Kryštofa Aloise Lautnera před jeho upálením v rámci čarodějnických procesů.
Roku 1694 jej císař Leopold I. jmenoval pražským arcibiskupem, ale papežem byl potvrzen až 4. července 1695. Po předepsaných přísahách byl intronizován 6. listopadu 1695 a týden nato přijal pallium v kapli své rezidence. Jako pražský arcibiskup zahájil vizitaci své diecéze, v roce 1701 vydal po olomouckém vzoru „Rituale Romano-Pragense“ a zřídil dům pro kněze na penzi u kostela sv. Karla Boromejského na Novém Městě pražském.
Okolo roku 1708 nechal postavit barokní zámek ve Světci na Teplicku.